# Каменский сельсовет (Могилёвская область)
Ка́менский сельсовет (до 2009 года Благовичский сельсовет) — административная единица на территории Чаусского района Могилёвской области Белоруссии. 
Административным центром сельсовета является агрогородок Каменка.

## История
В 2013 году в состав сельсовета вошли 20 населённых пунктов упразднённого Сластёновского сельсовета, а также исключены деревни Атражье, Благовичи, Видлин, Вилейка, Колосовщина, Мошок, Самулки, Темнолесье, Удовск, которые вошли в состав Горбовичского сельсовета.

## Состав
Включает 32 населённых пункта:
- Авхимки — деревня.
- Бардилы — деревня.
- Бординичи — деревня.
- Бракова Слобода — деревня.
- Варварино — деревня.
- Гатная Слободка — деревня.
- Глиницкий — посёлок.
- Глинище — деревня.
- Городец — деревня.
- Забока — посёлок.
- Заря Авхимковская — посёлок.
- Зашляшье — посёлок.
- Каменка — агрогородок.
- Киркоры — деревня.
- Королёвка — деревня.
- Мокрядка — деревня.
- Надежда — деревня.
- Павловка — посёлок.
- Пилещино — деревня.
- Поповцы — деревня.
- Рагозинка — деревня.
- Роща — посёлок.
- Селище — деревня.
- Сластёны — агрогородок.
- Слободка — деревня.
- Старосёлы — деревня.
- Сущи — деревня.
- Темровичи — деревня.
- Тимоховка — деревня.
- Хильковичи — деревня.
- Хоньковичи — деревня.
- Чернавцы — деревня.